# Костирко Петро Федорович
Петро Федорович Костирко (нар. 2 (14) лютого 1897, Лави — † 14 лютого 1982, Київ) — український архітектор.

## Біографія
Народився 2 (14 лютого) 1897 в багатому козацькому селі Лави (тепер Сосницького району Чернігівської області). У 1930 закінчив Київський художній інститут. Був учнем П. Альошина, О. Вербицького та В. Кричевського.
З 1936 року викладач Київського художнього інституту, пізніше директор Київського будівельного інституту; з 1963 року професор Київського художнього інституту. Серед учнів: Л. Прибєга, В. Кішкань.

Могила Петра Костирка

Помер в Києві 14 лютого 1982 року. Похований на Байковому кладовищі.

## Творчість

### Споруди
- Перша ТЕЦ у Києві, зараз Теплоелектроцентраль № 3 (у вспівавторстві з Кричевським, 1931—1936);
- Житловий будинок письменників «Роліт» на вулиці Леніна в Києві (1931—1934);
- Канівський музей-заповідник Т. Г. Шевченка (в співавторстві з Кричевським, 1936—1938).

### Реконструкції
- Будинок історико-краєзнавчого музею (колишнє земство) в Полтаві (1960);
- Будинок міськради в Києві;
- Архітектурна частина надмогильних пам'ятників — архітектору О. Вербицькому (1960), письменникові Ю. Яновському (1961) в Києві (обидва — з скульптором І. Макогоном);
- Пам'ятник П. Запорожцю в Білій Церкві (скульптор І. Кавалерідзе, 1971).